# Koinocystididae
Famille
Les Koinocystididae sont une famille de vers plats aquatiques de l'ordre des Rhabdocoela (infra-ordre des Eukalyptorhynchia  et sous-ordre des Kalyptorhynchia).

## Écologie
Malgré leur petite taille, des espèces de Koinocystididae, en particulier des genres Reinhardorhynchus et Parautelga, ont été observées parasitées par des sporozoaires du genre Rhytidocystis.

## Systématique
Le nom valide complet (avec auteur) de ce taxon est Koinocystididae Meixner, 1924.

### Synonyme de Koinocystididae
Koinocystididae a pour synonyme Koinocystidae. Ce dernier nom est dû à une faute d'orthographe.

### Liste des genres
Selon la base de données World Register of Marine Species (28 décembre 2023), la famille des Koinocystididae regroupe les genres suivants :
- Axiutelga Karling, 1980
- Bhambathorhynchus Willems & Artois, 2017
- Brunetia Karling, 1980
- Falkla Karling, 1952
- Galapagetula Reygel, Artois & Willems, 2011
- Getula Karling, 1980
- Gnorimorhynchus Brunet, 1972
- Groveia Karling, 1980
- Itaipusa Marcus, 1949
- Itaipusina Karling, 1980
- Koinocystis Meixner, 1924
- Koinogladius Diez, Monnens & Artois, 2021
- Leguta Karling, 1980
- Mesorhynchus Karling, 1956
- Morimiurella Timoshkin, 2010
- Neoutelga Karling, 1980
- Paratenerrhynchus Brunet, 1972
- Parautelga Karling, 1964
- Pontaralia Mack-Fira, 1968
- Reinhardorhynchus Diez, Monnens & Artois, 2021
- Rhinolasius Marcus, 1951
- Sekerana Strand, 1914
- Simplexcystis Diez, Reygel & Artois, 2021
- Tenerrhynchus Brunet, 1972
- Utelga Marcus, 1949
- Harenorhynchus Hoxhold, 1974

### Synonymes de genre, reclassements
Le genre Utsurus Marcus, 1954 est Reinhardorhynchus Diez, Monnens & Artois, 2021. Les deux espèces de Utsurus sont transférées dans les genres Reinhardorhynchus et Brunetia  de la famille.

### Publication originale
(de) Josef Meixner, « Studien zu einer Monographie der Kalyptorhynchier und zum System der Turbellaria Rhabdocoela », Zoologischer Anzeiger, vol. 60, 1924, pp. 89-105 & 113-125